# Isabelle Ndri Ahou Nadège
Isabelle Ndri Ahou Nadège, née le 31 octobre 1991, est une taekwondoïste ivoirienne.

## Carrière
Isabelle Ndri Ahou Nadège est médaillée de bronze dans la catégorie des moins de 57 kg aux Championnats d'Afrique de taekwondo 2009 à Yaoundé. Elle est médaillée d'argent dans la catégorie des moins de 67 kg aux Championnats d'Afrique de taekwondo 2014 à Tunis. Elle obtient le bronze en moins de 67 kg aux Jeux africains de 2015 à Brazzaville et aux Championnats d'Afrique de taekwondo 2016 à Port-Saïd.